# XI/69.º Comando de Aeródromo E
El 69.º Comando de Aeródromo E (Flieger-Horst-Kommandantur E 69./XI) fue una unidad de la Luftwaffe durante la Segunda Guerra Mundial.

## Historia
Fue formado en febrero de 1943 (?) en Coulommiers (?). El 1 de abril de 1944 es renombrado 211.º Comando de Aeródromo E (v).

## Servicios
- Febrero de 1943-abril de 1944: en Coulommiers (?) (Francia).